# Communauté de communes du Castelrenaudais
La communauté de communes du Castelrenaudais est une communauté de communes française, située dans le département d'Indre-et-Loire et la région Centre-Val de Loire.

## Historique
- 10 juin 1996 : création de la communauté de communes

## Géographie

### Géographie physique
Située au nord du département d'Indre-et-Loire, la communauté de communes du Castelrenaudais regroupe 16 communes et présente une superficie de 353,1 km2.

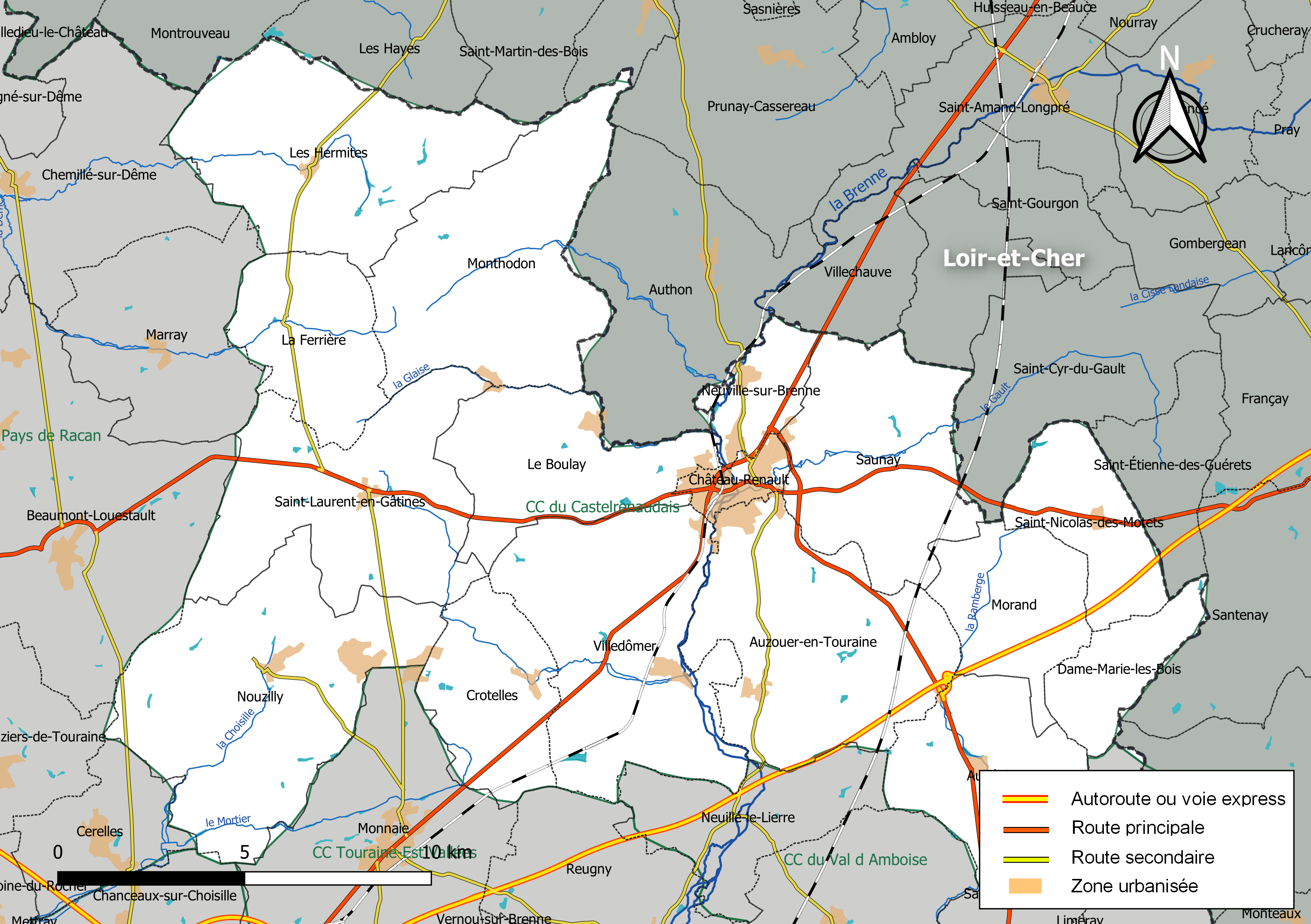
Carte de la communauté de communes du Castelrenaudais au 1er janvier 2019.

### Composition

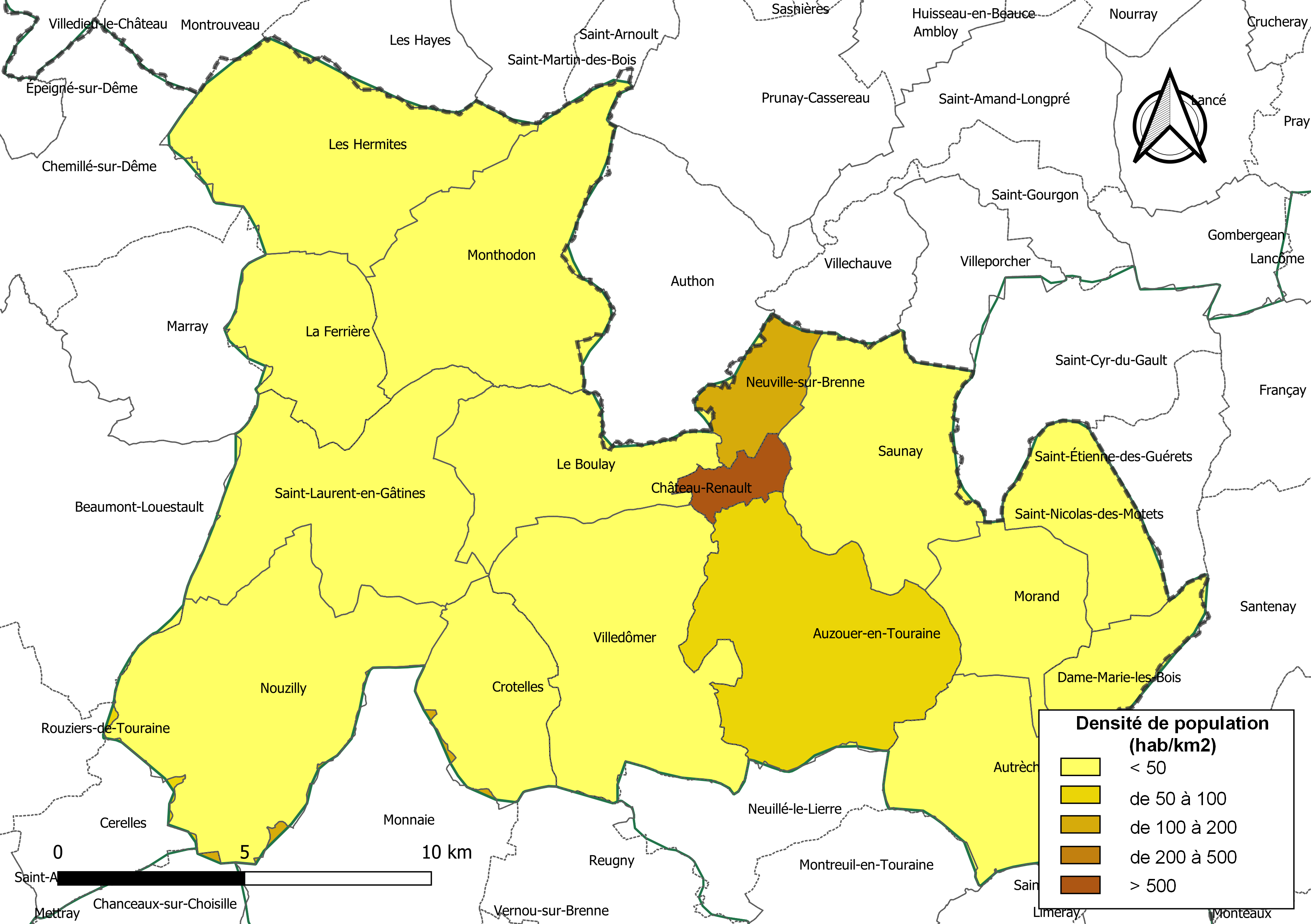
Carte des densités de population (millésimée 2016) des communes de la communauté de communes du Castelrenaudais. Composition en communes au 1er janvier 2019.

La communauté de communes est composée des 16 communes suivantes :

| Nom                      | Code Insee | Gentilé           | Superficie (km2) | Population (dernière pop. légale) | Densité (hab./km2) |
| ------------------------ | ---------- | ----------------- | ---------------- | --------------------------------- | ------------------ |
| Château-Renault (siège)  | 37063      | Renaudins         | 3,51             | 4 560 (2022)                      | 1 299              |
| Autrèche                 | 37009      | Autrèchois        | 20,72            | 419 (2022)                        | 20                 |
| Auzouer-en-Touraine      | 37010      | Auzouériens       | 34,05            | 2 172 (2022)                      | 64                 |
| Le Boulay                | 37030      |                   | 20,1             | 813 (2022)                        | 40                 |
| Crotelles                | 37092      | Crotellois        | 15,89            | 651 (2022)                        | 41                 |
| Dame-Marie-les-Bois      | 37095      | Donamariens       | 8,91             | 338 (2022)                        | 38                 |
| La Ferrière              | 37106      | Ferrillons        | 15,76            | 312 (2022)                        | 20                 |
| Les Hermites             | 37116      | Hermitois         | 32,6             | 573 (2022)                        | 18                 |
| Monthodon                | 37155      | Monthodonnais     | 33,91            | 643 (2022)                        | 19                 |
| Morand                   | 37160      | Moranais          | 14,62            | 348 (2022)                        | 24                 |
| Neuville-sur-Brenne      | 37169      | Neuvillois        | 6,89             | 890 (2022)                        | 129                |
| Nouzilly                 | 37175      | Nouzillais        | 40,24            | 1 236 (2022)                      | 31                 |
| Saint-Laurent-en-Gâtines | 37224      | Laurentais        | 31,62            | 873 (2022)                        | 28                 |
| Saint-Nicolas-des-Motets | 37229      | Montoux Colasiens | 12,77            | 241 (2022)                        | 19                 |
| Saunay                   | 37240      | Saunois           | 25,98            | 643 (2022)                        | 25                 |
| Villedômer               | 37276      | Villedomériens    | 35,49            | 1 299 (2022)                      | 37                 |

## Démographie
La communauté de communes du Castelrenaudais comptait 15 754 habitants (population légale INSEE) au 1er janvier 2007. La densité de population est de 44,6 hab./km².

### Évolution démographique
| 1968   | 1975   | 1982   | 1990   | 1999   | 2007   | 2014   | - | - |
| ------ | ------ | ------ | ------ | ------ | ------ | ------ | - | - |
| 11 636 | 12 491 | 13 298 | 14 008 | 14 411 | 15 754 | 16 755 | - | - |

### Pyramide des âges
| Hommes | Classe d’âge | Femmes |
| ------ | ------------ | ------ |
| 0,5    | 90 ans ou +  | 1,2    |
| 5,7    | 75 à 89 ans  | 9      |
| 12,1   | 60 à 74 ans  | 12,4   |
| 21,8   | 45 à 59 ans  | 20,3   |
| 22,9   | 30 à 44 ans  | 22,4   |
| 16,2   | 15 à 29 ans  | 14,8   |
| 20,7   | 0 à 14 ans   | 19,9   |

| Hommes | Classe d’âge | Femmes |
| ------ | ------------ | ------ |
| 0,5    | 90 ans ou +  | 1,4    |
| 6,8    | 75 à 89 ans  | 9,8    |
| 13,1   | 60 à 74 ans  | 13,9   |
| 20,7   | 45 à 59 ans  | 20,1   |
| 20,4   | 30 à 44 ans  | 19,3   |
| 19,6   | 15 à 29 ans  | 19,1   |
| 18,8   | 0 à 14 ans   | 16,4   |

## Politique communautaire

### Représentation

#### Présidents de la communauté de communes
| Période | Période  | Identité            | Étiquette | Qualité                                                                         |
| ------- | -------- | ------------------- | --------- | ------------------------------------------------------------------------------- |
| 1996    | ...      |                     |           |                                                                                 |
| 2014    | en cours | Jean-Pierre Gaschet | UDI       | Agronome à la Chambre d'agriculture Premier adjoint (et ancien Maire) du Boulay |

### Compétences
- Aménagement de l'espace communautaire
- Développement économique
- Politique du logement social d'intérêt communautaire et action, par des opérations d'intérêt communautaire, en faveur du logement des personnes défavorisées
- Environnement
- Gens du voyage
- Politique sportive et culturelle
- Voirie
- Transport
- La communauté de communes pourra effectuer, à titre accessoire, des prestations de service pour le compte de collectivités et d'EPCI dans le respect des règles de publicité et de mise en concurrence

### Identité visuelle
|  | Logo de la Communauté de Communes |

## Pour approfondir

## Sources
- Le splaf - (Site sur la Population et les Limites Administratives de la France)
- La base aspic - (Accès des Services Publics aux Informations sur les Collectivités)